# 莱西尼亚克迪朗
莱西尼亚克迪朗（法語：Lésignac-Durand，法語發音：[leziɲak dyʁɑ̃]）是法国夏朗德省的一个市镇，属于孔福朗区。

## 地理
莱西尼亚克迪朗（45°48'42"N, 0°38'14"E）面积19.74 平方千米，位于法国新阿基坦大区夏朗德省，该省份为法国西部内陆省份，北起德塞夫勒省和维埃纳省，东临上维埃纳省，东南至多尔多涅省，南至多爾多涅省，西接滨海夏朗德省。
与莱西尼亚克迪朗接壤的市镇（或旧市镇、城区）包括：谢尔沃-沙特拉尔、马西尼亚克、穆宗、普雷西尼亚克、夏朗德河畔圣康坦、上夏朗德土地镇。

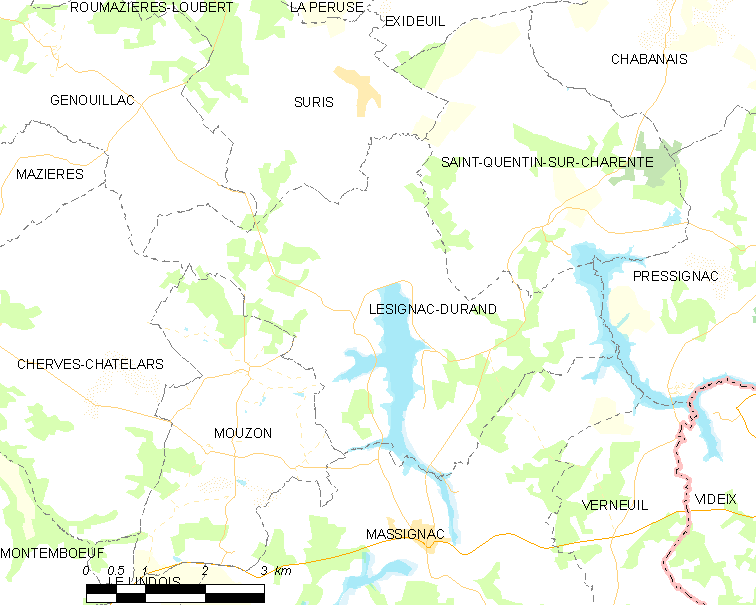
莱西尼亚克迪朗的OSM定位图

莱西尼亚克迪朗的时区为UTC+01:00、UTC+02:00（夏令时）。

## 行政
莱西尼亚克迪朗的邮政编码为16310，INSEE市镇编码为16183。

## 政治
莱西尼亚克迪朗所属的省级选区为夏朗德-博尼约尔县。

## 人口

1962-2008年间莱西尼亚克迪朗人口变化图示

莱西尼亚克迪朗于2022年1月1日时的人口数量为169人。